# پیرجیوزپه ماریتاتو
پیرجیوزپه ماریتاتو (انگلیسی: Piergiuseppe Maritato؛ زادهٔ ۱۹ مارس ۱۹۸۹) بازیکن فوتبال اهل ایتالیا است.
از باشگاه‌هایی که در آن بازی کرده‌است می‌توان به باشگاه فوتبال رجینا، باشگاه فوتبال سورنتو کالچو، باشگاه فوتبال فیورنتینا، باشگاه فوتبال یوونتوس، باشگاه فوتبال رجانا، باشگاه فوتبال کومو، باشگاه فوتبال لیورنو، و باشگاه فوتبال ویچنزا اشاره کرد.
وی همچنین در تیم‌های ملی فوتبال زیر ۱۶ سال ایتالیا، زیر ۱۷ سال ایتالیا، زیر ۱۸ سال ایتالیا، و زیر ۲۰ سال ایتالیا بازی کرده‌است.